# フォルスタッフ (ロケット)
フォルスタッフ（英: Falstaff）はイギリスの単段式極超音速試験ロケット。
1975年から1979年の間にオーストラリアのウーメラ試験場から7度打ち上げられた。最初の2回は試験飛行に、後の5回はChevaline弾頭試験に使用された。3回目の打上げは失敗している。到達高度はおよそ100km。

## データ
- 使用機関: Royal Aerospace Establishment
- エンジン: Stonechat II固体ロケットモータ
- 総重量: 5,100 kg
- 全長: 5.30 m
- 直径: 0.92 m
- 推力: 240.00 kN
- 初飛行: 1975-05-09
- 最終飛行: 1979-04-04
- 回数: 7